# A magyar női labdarúgó-válogatott 2013. szeptember 25-i mérkőzése
Előző mérkőzés - Következő mérkőzés
A magyar női labdarúgó-válogatott barátságos mérkőzése Dánia ellen, 2013. szeptember 25-én Budapesten, amely 4–0-s dán győzelemmel ért véget.

## Keretek
| Magyarország      | Magyarország | Magyarország | Magyarország     |
| Név               | Kor          | Vál./Gól     | Klub             |
| ----------------- | ------------ | ------------ | ---------------- |
| Szőcs Réka        | 23 éves      | 43 / 0       | MTK Hungária     |
| Németh Júlia      | 21 éves      | 4 / 0        | Ferencvárosi TC  |
| Szeitl Szilvia    | 26 éves      | 47 / 1       | 1. FC Femina     |
| Mosdóczi Evelin   | 18 éves      | 3 / 0        | Ferencvárosi TC  |
| Tálosi Szabina    | 24 éves      | 42 / 4       | FC Südburgenland |
| Tóth II Alexandra | 21 éves      | 31 / 0       | Viktória FC      |
| Demeter Réka      | 21 éves      | 28 / 0       | MTK Hungária     |
| Szabó Viktória    | 16 éves      | 6 / 0        | Ferencvárosi TC  |
| Tell Zsófia       | 21 éves      | 7 / 0        | MTK Hungária     |
| Tatai Krisztina   | 20 éves      | 1 / 0        | MTK Hungária     |
| Pinczi Anita      | 19 éves      | 0 / 0        | MTK Hungária     |
| Szabó Boglárka    | 20 éves      | 25 / 1       | Astra Hungary FC |
| Smuczer Angéla    | 31 éves      | 86 / 2       | MTK Hungária     |
| Csiszár Henrietta | 19 éves      | 20 / 2       | MTK Hungária     |
| Palkovics Nóra    | 18 éves      | 7 / 0        | MTK Hungária     |
| Sipos Lilla       | 21 éves      | 30 / 5       | FC Südburgenland |
| Nagy Lilla        | 23 éves      | 1 / 0        | MTK Hungária     |
| Szabó Zsuzsanna   | 22 éves      | 3 / 0        | MTK Hungária     |
| Zágor Bernadett   | 23 éves      | 27 / 2       | MTK Hungária     |
| Pádár Anita       | 34 éves      | 110 / 41     | MTK Hungária     |
| Vágó Fanny        | 22 éves      | 48 / 26      | MTK Hungária     |
| Kaján Zsanett     | 16 éves      | 8 / 3        | Ferencvárosi TC  |

| Dánia                     | Dánia   | Dánia    | Dánia            |
| Név                       | Kor     | Vál./Gól | Klub             |
| ------------------------- | ------- | -------- | ---------------- |
| Stina Lykke Petersen      | 27 éves | ? / ?    | 1. FC Köln       |
| Cecilie Breil Kramer      | 26 éves | ? / ?    | BK Skjold        |
| Janni Arnth               | 26 éves | ? / ?    | Fortuna Hjørring |
| Mia Brogaard              | 31 éves | ? / ?    | Brøndby IF       |
| Theresa Nielsen           | 27 éves | ? / ?    | Brøndby IF       |
| Malene Marquard Olsen     | 30 éves | ? / ?    | Brøndby IF       |
| Christina Ørntoft         | 28 éves | ? / ?    | Brøndby IF       |
| Stine Ballisager Pedersen | 19 éves | ? / ?    | IK Skovbakken    |
| Line Røddik               | 25 éves | ? / ?    | Tyresö FF        |
| Nanna Christiansen        | 24 éves | ? / ?    | Brøndby IF       |
| Julie Trustrup Jensen     | 19 éves | ? / ?    | Brøndby IF       |
| Line Sigvardsen Jensen    | 22 éves | ? / ?    | Fortuna Hjørring |
| Karoline Smidt Nielsen    | 19 éves | ? / ?    | Fortuna Hjørring |
| Sofie Junge Pedersen      | 21 éves | ? / ?    | Fortuna Hjørring |
| Lotte Troelsgaard         | 25 éves | ? / ?    | Brøndby IF       |
| Sanne Troelsgaard Nielsen | 24 éves | ? / ?    | Brøndby IF       |
| Katrine Veje              | 22 éves | ? / ?    | LdB FC Malmö     |
| Pernille Harder           | 20 éves | ? / ?    | Linköping        |
| Nadia Nadim               | 25 éves | ? / ?    | Fortuna Hjørring |
| Emma Rise Madsen          | 24 éves | ? / ?    | Brøndby IF       |

 megjegyzés: Az adatok a mérkőzés napjának megfelelőek!

## Az összeállítások
| 2013. szeptember 25. 15:00 |

| Magyarország | 0 – 4               | Dánia                                            |
| ------------ | ------------------- | ------------------------------------------------ |
|              | (0 – 3) Jegyzőkönyv | Smidt Nielsen 9' Harder 12' 46' Christiansen 32' |

| Hidegkuti Nándor Stadion, Budapest Nézőszám: 156 Játékvezető: Gaál Gyöngyi (HUN) |

| Magyarország | Dánia |

| MAGYARORSZÁG:        |    |                   |             |
|                      |    |                   |             |
| K                    | 1  | Szőcs Réka        |             |
| V                    | 9  | Szeitl Szilvia    |             |
| V                    | 4  | Tóth II Alexandra |             |
| V                    | 17 | Demeter Réka      | 75'         |
| V                    | 20 | Szabó Viktória    |             |
| KP                   | 16 | Szabó Boglárka    | 75'         |
| KP                   | 6  | Smuczer Angéla    | a szünetben |
| KP                   | 3  | Csiszár Henrietta | a szünetben |
| KP                   | 15 | Rácz Zsófia       | a szünetben |
| CS                   | 8  | Pádár Anita       | 82'         |
| CS                   | 10 | Vágó Fanny        |             |
| Cserék:              |    |                   |             |
| K                    | 22 | Németh Júlia      |             |
| V                    | 14 | Mosdóczi Evelin   |             |
| V                    | 18 | Tálosi Szabina    | 75'         |
| V                    | 19 | Szabó Zsuzsanna   |             |
| KP                   | 2  | Tell Zsófia       | a szünetben |
| KP                   | 13 | Palkovics Nóra    | a szünetben |
| KP                   | 7  | Sipos Lilla       | 82'         |
| CS                   | 21 | Zágor Bernadett   | a szünetben |
| CS                   | 11 | Kaján Zsanett     | 75'         |
| Szövetségi kapitány: |    |                   |             |
| Vágó Attila          |    |                   |             |

| DÁNIA:               |    |                           |     |
| K                    | 1  | Stina Lykke Petersen      |     |
| V                    | 2  | Line Røddik               |     |
| V                    | 4  | Christina Ørntoft         |     |
| V                    | 5  | Janni Arnth               |     |
| V                    | 19 | Mia Brogaard              | 64' |
| KP                   | 8  | Theresa Nielsen           |     |
| KP                   | 7  | Sanne Troelsgaard Nielsen | 46' |
| KP                   | 9  | Nanna Christiansen        |     |
| CS                   | 11 | Katrine Veje              | 76' |
| CS                   | 14 | Karoline Smidt Nielsen    | 90' |
| CS                   | 10 | Pernille Harder           |     |
| Cserék:              |    |                           |     |
| KP                   | 15 | Sofie Junge Pedersen      | 46' |
| KP                   | 20 | Lotte Troelsgaard         | 46' |
| V                    | 18 | Julie Trustrup Jensen     | 53' |
| KP                   | 12 | Line Sigvardsen Jensen    | 64' |
| CS                   | 6  | Emma Rise Madsen          | 76' |
| Szövetségi kapitány: |    |                           |     |
| Nils Nielsen         |    |                           |     |
|                      |    |                           |     |

## A mérkőzés
| „             | Fontos volt, hogy a vb-selejtezők előtt erős riválissal mérkőzzünk, ez maradéktalanul megvalósult, a világ egyik legjobb csapata volt az ellenfél. A dánok jóval előttünk járnak, a saját bőrünkön tapasztalhattuk meg, milyen tempóban játszanak a legmagasabb szinten. Ilyen különbséggel is megérdemelt a dánok győzelme, de a játékosaimat nem lehet elmarasztalni, becsületesen tették a dolgukat, meggyőződésem, hogy ha rendszeresen ilyen meccseket tudnánk játszani, nagyot léphetnénk előre. | ” |
| – Vágó Attila | |   |

## Örökmérleg a mérkőzés után
| Magyarország | :         | Dánia |
| ------------ | --------- | ----- |
| 0            | Győzelem  | 1     |
| 0            | Döntetlen | 0     |
| 0            | Gólok     | 4     |
| 0/3          | Pontok    | 3/3   |
| 0            | %         | 100   |